# راؤول بيلين
راؤول بيلين (Raúl Belén) (مواليد 1 يوليو 1931) هو لاعب كرة قدم. يلعب مع منتخب الأرجنتين لكرة القدم. سبق له أن لعب في كأس العالم لكرة القدم مع منتخب بلاده.

## وصلات خارجية
- راؤول بيلين على موقع الاتحاد الدولي (مؤرشف)  (الإنجليزية)
- راؤول بيلين على موقع قاعدة بيانات كرة القدم.إي يو (الإنجليزية)
- راؤول بيلين على موقع ناشيونال فوتبول تيمز (الإنجليزية)